# Sarah Goldberg
Sarah Goldberg (Vancouver, 31 de maio de 1985) é uma atriz canadense, conhecida por interpretar Sally na série Barry.